# 東北大馬路空中走廊
東北大馬路空中走廊，又稱東北大馬路步行通道、東北大馬路步行系統，是一條興建中於澳門半島黑沙環東北大馬路中央以行人天橋和空中步廊方式興建的步行系統，全長約10公里，起點由螺絲山公園開始，穿過慕拉士社屋群樓，橫跨慕拉士大馬路、黑沙環海邊馬路、黑沙環新街、勞動節大馬路，終點位於黑沙環公園。方案於2022年5月下旬由澳門特別行政區政府就《澳門陸路整體交通運輸規劃（2021-2030）》公開諮詢文本中正式提出，同時配合《澳門特別行政區城市總體規劃 (2020-2040)》中透過都市更新將慕拉士大馬路一帶的工業大廈轉換成商業區；公開咨詢文本中研究將該步行系統延伸至勞動節大馬路，及連接澳門輕軌東線的ES2站。

## 簡介
東北大馬路（葡萄牙語：Avenida de Nordeste）位於澳門半島黑沙環，西南起慕拉士大馬路近慕拉士社屋，東北至友誼圓形地。

## 沿革

### 民間建議
2021年7月7日，澳門電台中文頻道時事節目《澳門講場》專題探討步行系統的規劃與使用，節目邀請嘉賓城市規劃師胡玉沛和交通咨詢委員會委員歐嘉輝出席，其中交咨委委員胡玉沛指，隨著黑沙環新填海區P地段暫住房及置換房項目和東北大馬路長者公寓之興建，對行人天橋需求增加，加上東北大馬路至慕拉士大馬路有關路段的行人安全島太狹窄，容易發生交通意外，認為當局可探討借鑑基馬拉斯大馬路空中走廊經驗於東北大馬路興建空中走廊。

### 《澳門陸路整體交通運輸規劃（2021-2030）》
2022年5月23日，澳門特區政府交通事務局公佈《澳門陸路整體交通運輸規劃（2021-2030）》並進行為期近兩個月的公開咨詢。其中在咨詢文本中計劃興建“東北大馬路步行通道”，計劃連接螺絲山公園至黑沙環公園，項目建成後將成為澳門半島北部一條便捷、舒適的南北向步行主通道，可直接惠及人口約9.9萬人，步行通道將較沿地面步行全程節約超過5分鐘時間，後續更計劃研究將步行通道延伸至勞動節大馬路，及連接澳門輕軌澳氹東線ES2站。
2022年6月8日，澳門電台中文頻道時事節目《澳門講場》探討陸路整體交通運輸十年規劃，交通事務局多名代表出席節目，其中交通規劃及建設廳廳長林志劍表示，冀在規劃中提出在東北大馬路建類似氹仔基馬拉斯大馬路空中走廊，方便居民出行，也連接未來輕軌東線。
2023年1月13日，公共建設局表示，慕拉土大馬路行人天橋工程，將納入在東北大馬路空中走廊項目一併考慮建設。

### 正式規劃公佈前
2022年9月16日，澳門街坊總會北區辦事處舉行「北區交通困局如何突破」座談會，眾多與會者關注北區人口增加導致交通安全出現多重問題，其中交通咨詢委員會張淑玲指隨著該區人口增加，導致車流和人流增加，交通壓力同樣增加，期望短期內相關部門做好立體步行網絡，如建設立體步行系統由東北大馬路連貫至螺絲山公園，藉此起到人車分流作用。她又同時以東北大馬路、黑沙環中街為例，附近有許多過路設施如斑馬線等經常人車爭路，若透過立體步行系統將由東北大馬路連貫螺絲山公園，相信能起到人車分流作用。
2023年1月13日，公共建設局回覆直選議員李良汪書面質詢時表示，而慕拉土大馬路行人天橋工程，將納入在東北大馬路空中走廊項目一併考慮建設。

### 方案公佈
2023年5月18日，公共建設局網站公開建造工程資料，編制計劃判給金額為782萬元，由黃業雄蔡韻璇建築設計有限公司獲得判給。其中空中走廊長約600米，介乎慕拉士大馬路至黑沙環中街的東北大馬路。同時沿勞動節大馬路及馬場東大馬路的黑沙環公園建造風雨走廊，以及於勞動節大馬路及馬場東大馬路路口，建造互通的行人天橋。
2023年7月下旬，公共建設局分別向城市規劃委員會及交通諮詢委員會介紹黑沙環東北大馬路空中走廊項目，講解項目建造目標以及規劃，局方已就東北大馬路空中走廊工程開展圖則設計。項目分為三區，第一區為東北大馬路空中走廊，期間建造第二區勞動節大馬路黑沙環公園全天候走廊，以及第三區於勞動節大馬路與馬場東大馬路交界設置四個落腳點的行人天橋，可連至公園內全天候走廊。其中第一區工程計劃於2024年首季動工，預計2025年第四季完工。
2023年11月，公共建設局表示，空中走廊將連接輕軌東線和東北大馬路長者公寓，首期圖則預計在2023年12月前 完成批則，當局近期也會先擴闊東北大馬路的道路，減少正式施工時間和對交通的影響，至於落腳點方面將視乎現場條件決定是否增加，現階段維持13個落腳點。

### 前期工程及主體工程招標
2024年1月，建造道路網前期工程正式陸續展開。
2024年2月7日，公共建設局公佈黑沙環東北大馬路空中走廊建造工程進行公開招標，於2024年3月20日截標，並於同年3月21日開標。工程涉及在慕拉士大馬路至黑沙環中街的東北大馬路，建造長約600米的空中走廊，沿路設置12個上落點，並與慕拉士社屋的公共連廊連接。工程分五個節點，最長工期為780天。
2024年3月21日，第一區主體建造工程進行公開開標，於東北大馬路建造空中走廊，長度約600米，共收到12份標書。經開標程序後，有1份標書不被接納，其餘標書均獲接納。工程造價介乎2億2千9百多萬澳門元至2億5千8百多萬澳門元，施工總工期均為702工作天。項目爭取第2季動工。
2024年3月下旬，第一區建造工程開標後由三友建築置業有限公司－新基業工程有限公司合作經營獲判給，標價為20.4818,3000元，工期為702個工作天。其設計橋內淨高約2.8米，橋面行人通道淨寬度不少於4米，配置無障礙設施。地面車道到走廊最低淨高為約5.6米。建成後擬取消走廊涉及共約十處行人過路設施或斑馬線。
2024年11月，空中走廊工程仍未動工，交通事務局表示空中走廊項目處於在優化設計，考慮到未來一兩個月內有不少活動，包括澳門格蘭披治大賽車等，若該時啟動工程將對交通造成較大影響，正與相關部門協調動工時間，有具體消息再公佈。
2025年1月下旬，公共建設局與交通事務局向交通諮詢委員會委員及社團代表介紹工程計劃及臨時交通安排，宣佈空中走廊主體工程建設於春節假期後正式動工，期間維持東北大馬路雙向車流各自保持至少兩線行車。

### 興建過程
2025年2月5日，空中走廊建造工程正式動工，期間採取分區、分階段逐步圍封和擴大施工範圍的方式施工，避免出現過度圍封及集中施工的情況。首階段為探坑工作，黑沙環中街近海名居行人路、黑沙環公園及東北大馬路中央綠化分隔帶將進行地下管線探坑定位、圍封部分行人道，以及建造臨時行人路，為第二階段的樁基礎及地下結構施工創造條件。
2025年5月，空中走廊工程擴展至中央分隔帶、部分行車線及行人路將逐步圍封，整項工程爭取於2027年6月竣工。

## 建築結構
據公共建設局於2023年5月中旬公佈的設計方案，包括興建一條長約600米由慕拉士大馬路至黑沙環中街口的空中走廊，同時於沿黑沙環公園興建全長700米的風雨走廊，而勞動節大馬路及馬場東大馬路的路口計劃建造互通的環形行人天橋。
工程項目分為三個分區進行，第一區是東北大馬路空中走廊、第二區是全天候走廊及黑沙環公園重整，第三區是四個落腳點行人天橋。第一區工程為空中走廊，長約600米，連接黑沙環中街交界至慕拉士社屋，橋面行人通道淨寬不少於四米，橋內淨高約二點八米，地面車道至空中走廊最低淨高為五點六米。空中走廊竣工後將取消其下方原有地面行人過路設施，涉及十處地方，主要分佈在東北大馬路（八處）及橫街（兩處），並重新調整該路段的交通燈。項目同時美化行人道及重鋪行車道。
公共建設局於2023年8月初回覆立法會間選議員林倫偉，空中走廊起點位於在建中的慕拉士社屋，沿東北大馬路以行人天橋貫通各個交通路口，於黑沙環中街落地，全長約600米，空中走廊沿線兩側會共有12個上落點，並與黑沙環公園無縫連接；此外，慕拉士社屋項目還設有公共停車場、巴士轉乘站、政府設施，以及公共連廊可通往螺絲山一帶的學校及辦事機構等。另外，空中走廊會在黑沙環公園內延伸，初步方案是以地面風雨長廊的方式設置，並會配合市政部門優化公園設施時一併進行。輕軌東線ES2站的服務範圍為黑沙環及周邊區域，基於距東線開通仍有一段時間，會積極探討連接站點的可行性。